# Štoky
Štoky – miasteczko (městys) i gmina (obec) w Czechach, w kraju Wysoczyna, w powiecie Havlíčkův Brod. W 2022 roku liczyła 1950 mieszkańców.